# Joe Cooper
Joseph Edward Cooper, detto Joe (Houston, 1º settembre 1957), è un ex cestista statunitense, professionista nella NBA, in Israele, Spagna e Argentina.

## Carriera
Venne selezionato dai New Jersey Nets al quinto giro del Draft NBA 1981 (95ª scelta assoluta).

## Palmarès
- Campione CBA (1982)
- All-CBA Second Team (1985)